# تاریخ الجزایر

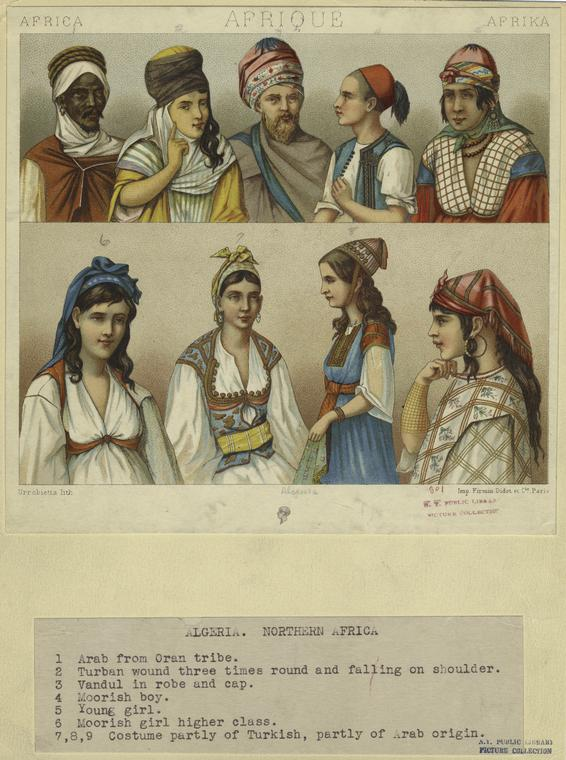
لباس‌های محلی مردان و زنان الجزایر میان سال‌های ۱۸۷۶-۱۸۸۸

تاریخ الجزایر (به عربی: تاريخ الجزائر) مجموعه‌ای از رویدادها در محدوده جغرافیایی الجزایر امروزی است.
بربرها نخستین کسانی بودند که از روزگار خیلی دور در این سرزمین سکونت داشتند. اولین بار فنیقی‌ها در سدهٔ دوازدهم پیش از میلاد به ان کشور هجوم آوردند و مهاجر نشین‌هایی در کرانه‌های شمالی آن پدیدآوردند. سپس کارتاژی‌ها به آن جا وارد شدند و نواحی شرقی آن را به تصرف درآوردند. رومی‌ها، پس از برانداختن دولت کارتاژ، به این سرزمین دست یافتند و چندی بر سواحل شمالی آفریقا و سرزمین‌های ساحلی الجزایر حکومت کردند. واندال‌ها در ۴۳۰ بعد از میلاد، دست رومی‌ها را از الجزایر کوتاه کردند.
مردم الجزایر در آغاز قرن هشتم میلادی با آمدن اعراب به این سرزمین به اسلام گرویدند. از سال ۶۴۴ تا ۶۵۶، اولین قبیله بربر الجزایری که به اسلام گروید، مغراوه ها بودند. به نوشته ابن خلدون، مورخ قرون وسطی، «اوزمار بن سکلب» رهبر مغراوه ها به درخواست عثمان بن عفان، خلیفه سوم، اسلام آورد. مغراوه ها نیز با بازگشت رهبر خود، دسته جمعی، به اسلام گرویدند. به سال ۶۶۵، حکومت بنی امیه اولین حمله خود به مغرب را آغاز کرد. سال ۶۸۳، فتوحات عقبة ابن نافع آغاز گردید. اگر چه مقاومت‌های بیزانسی‌ها اندکی مانع آنها شد، اما بربرها کوتاه نیامدند. از سوی دیگر، این مغراوه ها بودند که از ابتدای جنگ به بنی امیه پیوستند.
سال ۷۰۸، بنی امیه همچنان الجزایر را در دست داشتند و دوره پیشا-اسلام در این کشور پایان یافت. همچنان که زبان‌های لاتین و فینیقی از یادها می‌رفتند، الجزایر رفته رفته به اسلام پیوست. پس از فتح الجزایر توسط مسلمانان، اندک اندک زبان عربی در میان شهرنشینان جایگاه خود را به دست آورد.
ابوالمهاجر دینار از سوی امویان حکومت را در سال ۷۴۷ میلادی در این منطقه دست گرفت. با روی کار آمدن فاطمیان در مصر، الجزایر در زمره خراجگزاران آنان درآمد، اما دودمانی (زیریان) که به نیابت از آنان در الجزایر و تونس حکومت می‌کرد بر ضد آنان شورید و مذهب تسنن اختیار کرد. فاطمیان نیز برای مقابله با آن سلسله قبیله بنوهلال را که بسیار پرجمعیت بود، به منطقه فرستادند تا موجبات تضعیف آن سلسله را فراهم کنند و این آغاز عربی کردن منطقه بود. پس از آن، با روی کار آمدن دو سلسله بربر مرابطان و موحدان که از غرب برخاسته بودند، منطقه مدتی روی آرامش دید، اما با سقوط موحدان، الجزایر به صحنه نبرد سه دولت جانشین زیانیان الجزایر، حفصی‌های تونس و مرینی‌های مراکش تبدیل شد. در قرون پانزدهم و شانزدهم، اسپانیا به تاخت و تازهایی در الجزایر پرداخت و در سواحل آن چند آبادی ایجاد کرد.

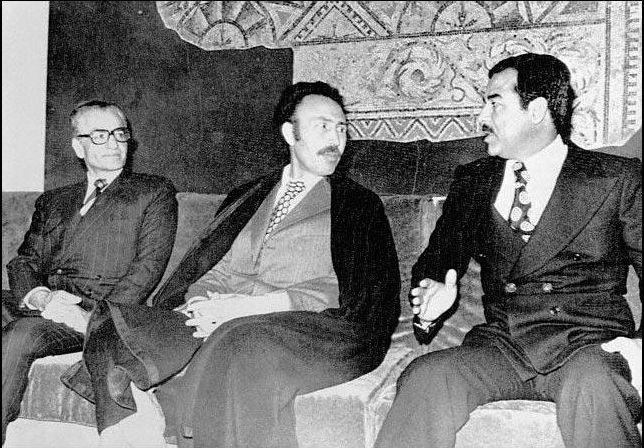
هواری بومدین دومین رئیس‌جمهور الجزایر در کنار صدام حسین و محمدرضا پهلوی در عهدنامه ۱۹۷۵ الجزایر

در سال ۱۵۱۷، الجزایر توسط خیرالدین و برادرش تحت سلطه امپراتوری عثمانی درآمد. پیش از چیرگی فرانسه، کشوری مستقل بشمار می‌رفت و اداره کشور به دست یک شخص که با لقب (دایی) نامیده می‌شد اداره می‌گردید. الجزایر به سه استان بزرگ تقسیم شده بود و اداره هر استان به دست یک نفر که به‌عنوان (بای) خوانده می‌شد قرار داشت. پس از آن افکار استقلال‌طلبانه در آنجا رواج یافت و مردم الجزایر حکومتی آزاد تشکیل داده با دولت فرانسه جنگیدند. پیکار آنان به استقلال الجزایر انجامید (۱۹۶۲ م)
در تاریخ الجزایر زبان‌های بربری، فینیقی، لاتین، فرانسه، اسپانیایی و ترکی نوعی آمیختگی زبانشناختی را به وجود آورده که نتیجه آن یک زبان عربی الجزایری بسیار نامتجانس می‌باشد؛ زبانی که در مناطق مختلف الجزایر شکل‌های متفاوتی را به خود گرفته و تا امروز نیز به همین شکل ادامه داشته‌است.

## اعتراضات ۲۰۱۲–۲۰۱۰ الجزایر
این اعتراضات پیرو شورش‌هایی است که در این برهه زمانی در شمال آفریقا و جنوب غرب آسیا اتفاق افتاده است. از دلایل این قیام‌ها می‌توان بی‌کاری، مشکلات مسکن، افزایش قیمت مواد غذایی، فساد، محدودیت آزادی بیان و شرایط بد زندگی را برشمرد.

## اعتراضات ۲۰۱۹ الجزایر
در ۱۶ فوریه ۲۰۱۹، ده روز پس از اعلام نامزدی عبدالعزیز بوتفلیقه در دور آتی انتخابات ریاست جمهوری الجزایر آغاز شد. این اعتراضات نخستین اعتراضات گسترده پس از جنگ داخلی الجزایر در دهه ۱۹۹۰ است که به صورت صلح آمیز برگزار می‌شود. در نتیجه این اعتراضات ارتش به بوتفلیقه فشار آورد و وی در ۲ آوریل از ریاست جمهوری استعفا داد.